# تولباچیک
تولباچیک (به روسی: Толбачик) آتشفشانی فعال به ارتفاع ۳۶۸۲ متر واقع در شبه‌جزیره کامچاتکا در خاور دور روسیه است. میدان گدازه‌ای نیز با همین نام در این منطقه قرار دارد.

## مشخصات
تولباچیک آتشفشان بازالتی عظیمی است که همراه با میدان گدازه تولباچیک بخش جنوب غربی مجموعه آتشفشانی کلیوچِوسکوی را تشکیل می‌دهند. ماسیف تولباچیک از دو آتشفشان روی هم افتادهٔ پلوسکی تولباچیک و اوستری تولباچیک که از نظر ریخت‌شناسی شباهتی به یکدیگر ندارند تشکیل شده‌است. آتشفشان سپری پلوسکی تولباچیک با کاسه آتشفشانی نوع هاوایی خود که قطرش به ۳ کیلومتر می‌رسد در شرق آتشفشان چینه‌ای اوستری تولباچیک که بلندتر و قدیمی‌تر بوده و قله‌ای نوک‌تیز دارد قرار گرفته‌است. در نام‌های این دو آتشفشان پلوسکی به‌معنای تخت و مسطح و اوستری به معنای نوک‌تیز است. اوستری تولباچیک آتشفشانی مرده است و بخشی از آن احتمالاً به دلیل شکل‌گیری کالدرایی بزرگتر در قلهٔ آتشفشان فعال پلوسکی تولباچیک فروریخته است.

## تاریخچه فعالیت‌های آتشفشانی

### ۱۹۷۵ – ۱۹۷۶
فوران تولباچیک در ۱۹۷۵–۷۶ بزرگترین فوران بازالتی را در کامچاتکا رقم زد و سبب مشهورشدن این آتشفشان و میدان گدازهٔ آن شد. دودکش‌های این فوران در امتداد شکافی ۲۸ کیلومتری قرار داشت و فوران آتشفشان پس از چند انفجار ضعیف در دهانهٔ چکادی پلوسکی تولباچیک در ۲۸ ژوئن ۱۹۷۵ آغاز شد. در ۶ ژوئیه مخروط‌های شمالی در ۱۸ کیلومتری جنوب غربی پلوسکی تولباچیک شروع به شکل‌گیری نمود و با گذشت ۷۲ روز، سه مخروط بزرگ و شماری از جریان‌های گدازه شکل گرفته بودند. در طی این فوران ۰٬۷ کیلومتر مکعب تفرا به بیرون پرتاب شد که منطقه‌ای به وسعت تقریبی ۴۰۰ کیلومتر مربع را به بیابانی برهوت بدل ساخت. در ۱۷ سپتامبر، درست یک روز پس از آنکه فعالیت مخروط‌های شمالی متوقف شد فوران دیگری روی داد که این فوران تا ۱۰ دسامبر ۱۹۷۶ ادامه یافت. آتشفشان در طول این مدت چیزی در حدود ۱٬۱۸ کیلومتر مکعب مواد به بیرون پرتاب کرده بود و شدت فوران آن برپایهٔ نمایه شدت فوران آتشفشان برابر با ۴ ارزیابی شد.

### ۲۰۱۲
تولباچیک بار دیگر در نوامبر ۲۰۱۲ فعال شد. در ۲۶ نوامبر شمار زمین‌لرزه‌های سطحی اطراف آتشفشان به ۲۵۰ عدد افزایش یافت و در ۲۷ نوامبر سطح هشدار خطر برای پرواز هواپیماها در منطقه از سبز به زرد تغییر یافت. در همان روز گزارش‌هایی مبنی بر مشاهدهٔ جریان گدازه و انفجار خاکستر در همان منطقهٔ فوران سال ۱۹۷۵ از دهکده‌های کوزیروسک (واقع در ۴۰ کیلومتری شمال غربی آتشفشان) و لازو (واقع در ۵۰ کیلومتری جنوب غربی آتشفشان) دریافت گردید و سطح هشدار برای پرواز هواپیماها به رنگ نارنجی افزایش یافت. همچنین ریزش باران خاکستر به ضخامت۴ سانتی‌متر در کراسنی یار واقع در ۶۰ کیلومتری شمال شمال غربی آتشفشان گزارش شد. در ۲۹ نوامبر ارتفاع توده‌های خاکستر به ۳٬۵ کیلومتر رسید و شکاف آتشفشانی در دو نقطه در منطقهٔ مخروط جنوبی، یکی در ۴٬۵ کیلومتری (شامل ۴ یا ۵ دودکش فورانی) و دیگری در ۶٬۵ کیلومتری پایین آتشفشان (شامل ۲ یا ۳ دودکش فورانی) باز شد. همچنین سطح هشدار پرواز هواپیماها به بالاترین سطح یعنی قرمز افزایش یافت.